# 로버트 리스턴

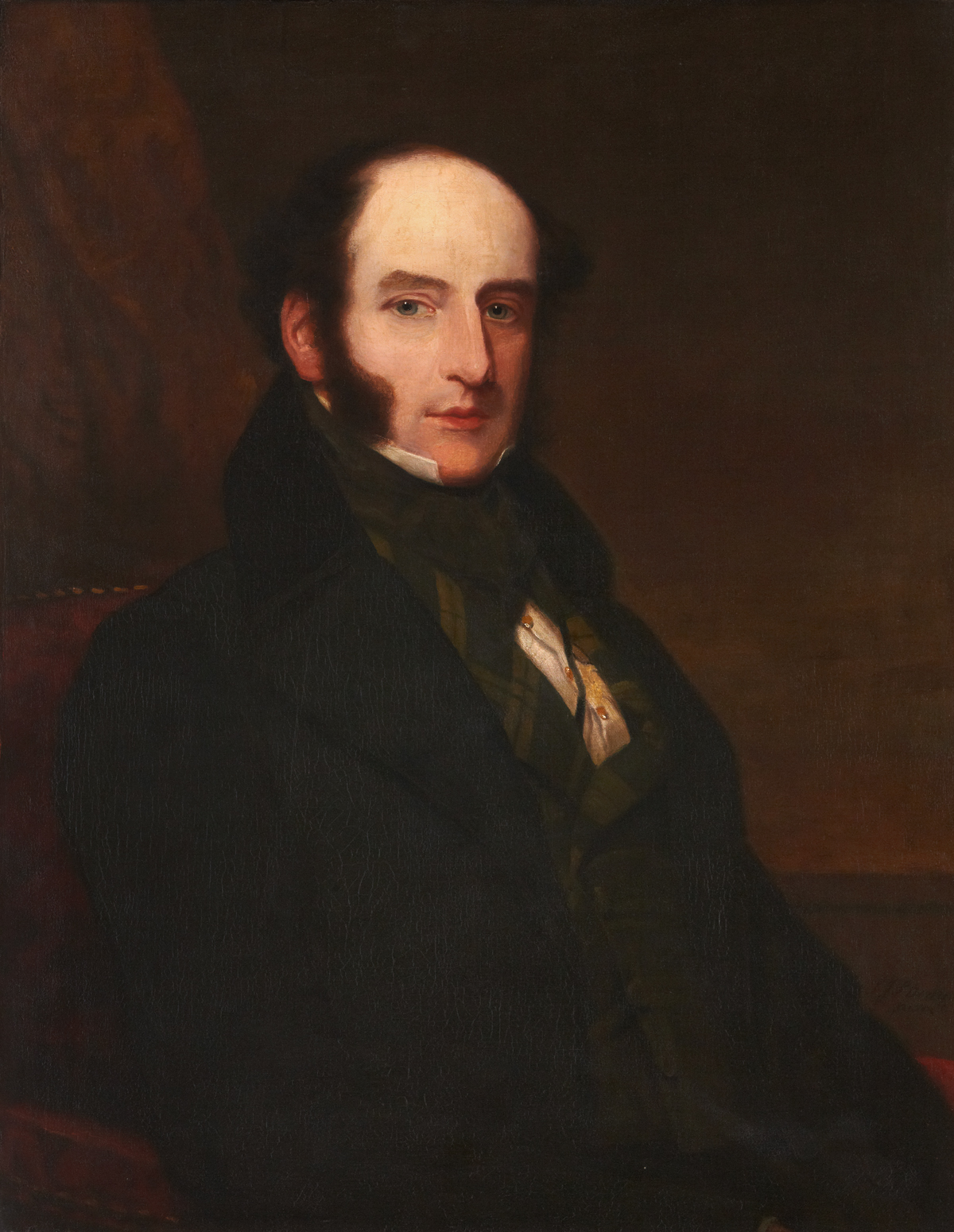

로버트 리스턴 (Robert Liston, 1794년 10월 28일 ~ 1847년 12월 7일)은 스코틀랜드의 외과수술 선구자였다. 아직 마취술이 발달하지 못했던 시절이던 수술을 상당히 빠르게 진행하는 실력으로 이름났으며, 1846년에는 유럽 최초의 마취 수술을 진행하기도 했다. 하지만 초창기 수술 집행과정에서 환자가 받는 고통과 사망 위험성은 막대했으며, 어느 수술에서는 세 명이 사망하는 전대미문의 사건을 벌인 당사자로도 알려져 있다.

## 생애
1794년 10월 28일, 스코틀랜드 웨스트로디언 주의 에클스머천 (Ecclesmachan)에서 어머니 마거릿 아일랜드와 아버지 헨리 리스턴의 아들로 태어났다. 아버지는 스코틀랜드의 성직자이자 발명가였고 할아버지는 스코틀랜드 교회 총회의 사회자를 맡은 로버트 리스턴이었다.[a]
에든버러 대학교에서 학업을 마친 리스턴은 〈블랙웰스 매거진〉지의 '위대한 이북 해부학자' (The Great Northern Anatomist)가 되었으며, 1818년에는 에든버러 왕립병원의 외과의사가 되었다. 1832년에는 에든버러 시 뉴타운의 조지 스트리트 99번지에 거주했던 것으로 기록이 남아 있다. 말년인 1840년부터 1847년까지는 메이페어의 본드 스트리트 부근에 있는 클리퍼드 스트리트 5번지에 거주하였다. 1841년에는 왕립학회 회원이 되었다.